# A Grupa 2014/15
Die A Grupa 2014/15 war die 91. Spielzeit der höchsten bulgarischen Fußballspielklasse. Die Saison begann am 19. Juli 2014 und endete am 31. Mai 2015.
Titelverteidiger war Ludogorez Rasgrad.

## Mannschaften
- Beroe Stara Sagora
- Botew Plowdiw
- FK Chaskowo
- Lewski Sofia
- Litex Lowetsch
- Lokomotive Plowdiw
- Lokomotive Sofia
- Ludogorez Rasgrad
- Marek Dupniza
- Slawia Sofia
- Tscherno More Warna
- ZSKA Sofia

## Auf/Abstieg

### Aufsteiger
- Marek Dupniza, Gewinner der B Grupa
- FK Chaskowo, Zweiter der B Grupa

### Absteiger
- FC Tschernomorez Burgas
- FK Neftochimik
- FC Pirin Goze Deltschew
- FC Ljubimez 2007

## Vorrunde

### Tabelle
| Pl. | Verein                   | Sp. | S  | U | N  | Tore    | Diff. | Punkte |
| --- | ------------------------ | --- | -- | - | -- | ------- | ----- | ------ |
| 1.  | Ludogorez Rasgrad (M, P) | 22  | 14 | 5 | 3  | 046:140 | +32   | 47     |
| 2.  | ZSKA Sofia               | 22  | 13 | 5 | 4  | 039:150 | +24   | 44     |
| 3.  | Litex Lowetsch           | 22  | 12 | 3 | 7  | 037:240 | +13   | 39     |
| 4.  | Lokomotive Sofia         | 22  | 12 | 3 | 7  | 029:240 | +5    | 39     |
| 5.  | Beroe Stara Sagora       | 22  | 11 | 5 | 6  | 034:210 | +13   | 38     |
| 6.  | Botew Plowdiw            | 22  | 11 | 3 | 8  | 032:260 | +6    | 36     |
| 7.  | Lewski Sofia             | 22  | 10 | 4 | 8  | 036:250 | +11   | 34     |
| 8.  | Tscherno More Warna      | 22  | 9  | 4 | 9  | 026:240 | +2    | 31     |
| 9.  | Slawia Sofia             | 22  | 6  | 5 | 11 | 024:300 | −6    | 23     |
| 10. | Lokomotive Plowdiw       | 22  | 5  | 5 | 12 | 013:360 | −23   | 20     |
| 11. | Marek Dupniza (N)        | 22  | 3  | 5 | 14 | 008:450 | −37   | 14     |
| 12. | FK Chaskowo (N)          | 22  | 2  | 1 | 19 | 012:520 | −40   | 07     |

Platzierungskriterien: 1. Punkte – 2. Direkter Vergleich (Punkte, Tordifferenz, geschossene Tore) – 3. Tordifferenz – 4. geschossene Tore

| (M) | amtierender bulgarischer Meister     |
| (P) | amtierender bulgarischer Pokalsieger |
| (N) | Neuaufsteiger der letzten Saison     |

### Kreuztabelle
| 2014/15             | Beroe Stara Sagora | Botew Plowdiw | Chaskowo | Lewski Sofia | Litex Lowetsch | Lokomotive Plowdiw | Lokomotive Sofia | Ludogorez Rasgrad | Marek Dupniza | Slawia Sofia | Tscherno More Warna | ZSKA Sofia |
| ------------------- | ------------------ | ------------- | -------- | ------------ | -------------- | ------------------ | ---------------- | ----------------- | ------------- | ------------ | ------------------- | ---------- |
| Beroe Stara Sagora  |                    | 1:1           | 3:0 1    | 2:1          | 2:0            | 3:0                | 0:0              | 0:4               | 4:0           | 1:1          | 1:1                 | 1:2        |
| Botew Plowdiw       | 3:1                |               | 2:0      | 0:3          | 3:3            | 2:0                | 1:0              | 1:2               | 3:0           | 2:0          | 2:1                 | 2:0        |
| FK Chaskowo         | 1:0                | 1:2           |          | 1:4          | 1:4            | 1:2                | 0:0              | 1:0               | 0:1           | 1:5          | 0:1                 | 2:4        |
| Lewski Sofia        | 0:1                | 2:1           | 8:0      |              | 2:2            | 1:1                | 1:0              | 3:2               | 4:0           | 2:0          | 1:0                 | 0:3        |
| Litex Lowetsch      | 2:1                | 1:2           | 2:0      | 3:0          |                | 1:0                | 4:2              | 1:0               | 3:0           | 2:0          | 3:0                 | 0:1        |
| Lokomotive Plowdiw  | 0:3                | 0:2           | 1:0      | 1:1          | 2:0            |                    | 0:4              | 1:4               | 1:0           | 1:1          | 1:1                 | 0:3        |
| Lokomotive Sofia    | 0:3                | 3:1           | 2:1      | 0:1          | 2:0            | 2:0                |                  | 2:2               | 2:0           | 1:0          | 2:1                 | 2:0        |
| Ludogorez Rasgrad   | 1:1                | 1:0           | 3:1      | 1:0          | 4:1            | 2:0                | 5:1              |                   | 3:0           | 0:0          | 2:0                 | 2:0        |
| Marek Dupniza       | 0:3                | 1:1           | 2:1      | 1:1          | 0:0            | 0:0                | 0:1              | 0:4               |               | 0:2          | 1:3                 | 0:0        |
| Slawia Sofia        | 0:2                | 3:0           | 1:0      | 3:1          | 0:2            | 0:2                | 1:2              | 0:3               | 4:1           |              | 1:3                 | 2:2        |
| Tscherno More Warna | 4:0                | 2:1           | 1:0      | 1:0          | 0:3            | 3:0                | 0:1              | 0:0               | 0:1           | 2:0          |                     | 1:1        |
| ZSKA Sofia          | 0:1                | 1:0           | 4:0      | 2:0          | 2:0            | 3:0                | 2:0              | 1:1               | 5:0           | 0:0          | 3:1                 |            |

## Endrunde

### Meisterrunde
Die sechs bestplatzierten Vereine der Vorrunde erreichten die Meisterrunde, in der es neben der Meisterschaft auch um die internationalen Plätze im Europapokal ging. Der Meister qualifizierte sich für die Champions League und die beiden Mannschaften auf den Plätzen zwei und drei für die Europa League.
Gespielt wurde eine weitere Doppelrunde zwischen den sechs Vereinen, wobei alle Ergebnisse aus der Vorrunde übertragen werden.
| Pl. | Verein                   | Sp. | S  | U  | N  | Tore    | Diff. | Punkte |
| --- | ------------------------ | --- | -- | -- | -- | ------- | ----- | ------ |
| 1.  | Ludogorez Rasgrad (M, P) | 32  | 18 | 9  | 5  | 063:240 | +39   | 63     |
| 2.  | Beroe Stara Sagora       | 32  | 15 | 10 | 7  | 046:300 | +16   | 55     |
| 3.  | Lokomotive Sofia 1       | 32  | 16 | 7  | 9  | 039:310 | +8    | 55     |
| 4.  | Litex Lowetsch           | 32  | 16 | 6  | 10 | 049:360 | +13   | 54     |
| 5.  | ZSKA Sofia 1             | 32  | 14 | 10 | 8  | 045:270 | +18   | 52     |
| 6.  | Botew Plowdiw            | 32  | 12 | 6  | 14 | 038:390 | −1    | 42     |

| (M) | amtierender bulgarischer Meister     |
| (P) | amtierender bulgarischer Pokalsieger |

|                    | Beroe Stara Sagora | Botew Plowdiw | Litex Lowetsch | Lokomotive Sofia | Ludogorez Rasgrad | ZSKA Sofia |
| ------------------ | ------------------ | ------------- | -------------- | ---------------- | ----------------- | ---------- |
| Beroe Stara Sagora |                    | 2:1           | 3:1            | 1:4              | 2:0               | 0:0        |
| Botew Plowdiw      | 1:1                |               | 0:1            | 0:2              | 1:3               | 3:2        |
| Litex Lowetsch     | 1:1                | 1:0           |                | 0:0              | 4:2               | 2:0        |
| Lokomotive Sofia   | 0:1                | 1:0           | 0:0            |                  | 0:0               | 1:1        |
| Ludogorez Rasgrad  | 1:1                | 0:0           | 3:1            | 4:1              |                   | 4:0        |
| ZSKA Sofia         | 0:0                | 0:0           | 3:1            | 0:1              | 0:0               |            |

### Abstiegsrunde
Die Teams auf den Plätzen 7 bis 12 der Vorrunde erreichten die Abstiegsrunde. Nach Abschluss der Runde stiegen die zwei Letztplatzierten in die zweitklassige B Grupa ab.
Gespielt wurde eine weitere Doppelrunde zwischen den sechs Vereinen, wobei alle Ergebnisse aus der Vorrunde übertragen wurden.
| Pl. | Verein              | Sp. | S  | U | N  | Tore    | Diff. | Punkte |
| --- | ------------------- | --- | -- | - | -- | ------- | ----- | ------ |
| 7.  | Lewski Sofia        | 32  | 17 | 5 | 10 | 066:330 | +33   | 56     |
| 8.  | Tscherno More Warna | 32  | 15 | 5 | 12 | 042:360 | +6    | 50     |
| 9.  | Slawia Sofia        | 32  | 12 | 7 | 13 | 040:380 | +2    | 43     |
| 10. | Lokomotive Plowdiw  | 32  | 9  | 5 | 18 | 028:520 | −24   | 32     |
| 11. | Marek Dupniza (N)   | 32  | 5  | 5 | 22 | 014:710 | −57   | 20     |
| 12. | FK Chaskowo (N)     | 32  | 4  | 3 | 25 | 018:710 | −53   | 15     |

| (N) | Neuaufsteiger der letzten Saison |

|                     | Chaskowo | Lewski Sofia | Lokomotive Plowdiw | Marek Dupniza | Slawia Sofia | Tscherno More Warna |
| ------------------- | -------- | ------------ | ------------------ | ------------- | ------------ | ------------------- |
| FK Chaskowo         |          | 0:5          | 2:0                | 1:0           | 0:1          | 1:3                 |
| Lewski Sofia        | 1:1      |              | 5:0                | 6:0           | 2:3          | 5:2                 |
| Lokomotive Plowdiw  | 4:0      | 0:1          |                    | 4:0           | 1:2          | 0:1                 |
| Marek Dupniza       | 3:1      | 1:3          | 1:4                |               | 1:0          | 0:2                 |
| Slawia Sofia        | 0:0      | 1:0          | 3:0                | 4:0           |              | 1:3                 |
| Tscherno More Warna | 2:0      | 0:2          | 1:2                | 1:0           | 1:1          |                     |

## Torschützenlisten
| Pl. | Name                  | Team               | Tore |
| --- | --------------------- | ------------------ | ---- |
| 01. | Añete                 | Lewski Sofia       | 14   |
| 02. | Martin Kamburow       | Lokomotive Plowdiw | 13   |
| 03. | Sergiu Buș 1          | ZSKA Sofia         | 10   |
| 03. | Waleri Domowtschijski | Lewski Sofia       | 10   |
| 03. | Virgil Misidjan       | Ludogorez Rasgrad  | 10   |
| 03. | Danilo Moreno         | Litex Lowetsch     | 10   |
| 03. | Radoslaw Wassilew     | Slawia Sofia       | 10   |
| 08. | Lamjed Chehoudi       | Lokomotive Sofia   | 09   |
| 08. | Wilmar Gil 2          | Litex Lowetsch     | 09   |
| 10. | Miguel Bedoya         | Lewski Sofia       | 08   |
| 10. | Juninho Quixadá       | Ludogorez Rasgrad  | 08   |
| 10. | Jérémy Manzorro       | Slawia Sofia       | 08   |
| 10. | Marcelinho            | Ludogorez Rasgrad  | 08   |
| 10. | Wanderson             | Ludogorez Rasgrad  | 08   |